# 甬舟铁路
甬舟铁路为建设中浙江省内一条连接宁波市与舟山市的以客运为主，兼顾货运的铁路。其中，宁波至金塘岛段为客货混运线路，金塘岛至舟山岛段为城际客运铁路，在金塘岛设置集装箱货运站，在舟山本岛设置白泉、勾山客运站，并预留马目铁路枢纽站。铁路规划速度目标值250公里/小时，全长77公里，可运行CRH。该线路的建设将结束舟山市不通火车的历史，也对于完善宁波铁路枢纽以及宁波港运输通道具有重要意义。
甬舟铁路重点工程分别为全长16.2公里的金塘海底隧道以及主跨1488米的西堠门特大桥，金塘海底隧道建成后将成为中国最长的海底高铁隧道；而西堠门特大桥将成为世界同类项目中跨度最大的公铁合建大桥。

## 线路
甬舟铁路起点为宁波东站，新建线路从既有邱隘站引出，途经宁波市鄞州区邱隘镇、五乡镇，上跨铁路北环线后在北环线西侧并行，此后跨过北环线、绕城高速及穿山疏港高速，在北仑区小港街道设置北仑西站。此后线路通过金塘海底隧道下穿金塘水道至舟山市定海区金塘镇所属的金塘岛并设置金塘站。此后线路先后经过西堠门公铁大桥、桃夭门公铁大桥、富翅门公铁大桥串联册子岛、富翅岛并抵达舟山岛。此后线路途经经岑港镇、小沙街道，在马岙街道设置马岙站，此后线路途经干览镇并抵达白泉镇，设置终点舟山站。
线路与在建甬舟高速公路复线并行，其中金塘海底隧道公铁分建，三座跨海桥梁公铁合建。

## 历史
- 2005年10月，《宁波铁路枢纽总图规划》中将甬舟铁路列入远期（2050年）建设目标。
- 2008年，《国家铁路中长期调整方案》中出现甬舟铁路通道。
- 2011年，甬舟铁路列入浙江省铁路网规划（2011-2030年）[6]以及《浙江舟山群岛新区（城市）总体规划（2012-2030）》。

之后受国家宏观经济政策调整影响，新建铁路项目审批暂停。根据2014年年末确定的前期工作计划，甬舟铁路计划于2016年年底前开工建设舟山本岛—册子岛—金塘岛的路段。
- 2019年3月，甬舟铁路全面启动勘察设计[5]。
- 2020年3月，甬舟铁路可研报告正式获批[7]。
- 2020年12月22日，甬舟铁路正式开工建设[8]。
- 2022年10月31日，世界最大跨度公铁合建桥梁甬舟铁路西堠门公铁两用大桥正式开工[9]。
- 2022年11月2日，甬舟铁路全线开工建设[10]。
- 2023年2月18日，世界最大跨度公铁两用大桥和世界最宽跨海大桥，甬舟铁路西堠门公铁两用大桥首桩开钻，项目主体工程进入实质性施工阶段[11]。
- 2023年4月25日，中国最长海底高铁隧道，甬舟铁路金塘海底隧道开始实体施工[12]。
- 2023年8月13日，甬舟铁路西堠门公铁两用大桥5#主塔墩6.3米超大直径钻孔桩首桩混凝土成功灌注，浇筑总方量2928平方米[13]。
- 2024年5月16日，甬舟铁路金塘海底隧道开始从宁波侧和舟山侧同时启动盾构掘进[14]。

## 车站
甬舟铁路正线新建车站4座（北仑西站、金塘站、马岙站、舟山站），接轨既有线邱隘站，同时对既有宁波东站、云龙站开办客运。
| 甬舟铁路         |          |              |                             |                             |        |                               |
| 所在地区         | 车站     | 里程（公里） | 连接铁路                    | 城市轨道交通 转乘路线       | 性质   | 备注                          |
| 宁波市           | 宁波东站 |              | 甬台温铁路                  | 宁波轨道交通4号线（矮柳站） | 中间站 | 3台9线，办理客运              |
| 宁波市           | 邱隘站   | K0+919       | 北仑支线                    |                             | 接轨站 | 动车运用所                    |
| 宁波市           | 北仑西站 | K12+373      |                             | 宁波轨道交通2号线           | 中间站 | 2台4线，办理客运              |
| 舟山市           | 金塘站   | K32+554      |                             |                             | 中间站 | 2台4线，办理客运              |
| 舟山市           | 马岙站   | K57+300      |                             |                             | 中间站 | 2台4线（另预留4线），办理客运 |
| 舟山市           | 舟山站   | K69+327      |                             |                             | 终点站 | 4台7线，办理客运、冷链货运    |
| 甬台温铁路连接线 |          |              |                             |                             |        |                               |
| 宁波市           | 云龙站   |              | 甬金铁路 宁波铁路枢纽北环线 | 宁波轨道交通12号线          | 接轨站 | 2台8线，办理客运              |